# Hydrophis annandalei
Hydrophis annandalei is een slang uit de familie koraalslangachtigen (Elapidae) en de onderfamilie zeeslangen (Hydrophiinae).

## Naam en indeling
De wetenschappelijke naam van de soort werd voor het eerst voorgesteld door Frank Fortesque Laidlaw in 1901. Oorspronkelijk werd de wetenschappelijke naam Distira annandalei gebruikt. De slang werd later aan de geslachten Distira en Lapemis toegekend. De soort werd door Malcolm Arthur Smith in 1926 aan het geslacht Kolpophis toegewezen en was lange tijd de enige vertegenwoordiger van deze monotypische groep. Dit geslacht wordt tegenwoordig echter niet meer erkend. In veel literatuur wordt de slang vermeld onder de verouderde naam Kolpophis annandalei.
De soortaanduiding annandalei is een eerbetoon aan Nelson Annandale (1876 - 1924).

## Verspreiding en habitat
De slang komt voor in delen van zuidelijk Azië en leeft in de Indische Oceaan langs de kust van de landen Maleisië, Vietnam, Indonesië, Thailand en Singapore. De habitat bestaat uit de neretische zone van kustgebieden.

## Beschermingsstatus
Door de internationale natuurbeschermingsorganisatie IUCN is de beschermingsstatus 'onzeker' toegewezen (Data Deficient of DD).